# Vasile Herman
Vasile Herman (n. 10 iunie 1929, Satu Mare - d. 20 martie 2010, Cluj-Napoca) a fost un compozitor român, din Școala clujeană de compoziție, și profesor universitar.

## Activitate
A studiat la Conservatorul din Cluj (1949-1957) cu Sigismund Toduță. A fost cadru didactic universitar la aceeași instituție.

## Creația
Muzică simfonică, vocal-simfonică, de cameră, corală.
Muzicologie (selecție):
- Formă și stil în noua creație muzicală românească, București, 1977
- Originile și dezvoltarea formelor muzicale, București, 1982